# Burg (Dithmarschen)
Burg (Dithmarschen) ist eine Gemeinde im Kreis Dithmarschen in Schleswig-Holstein.

## Geografie

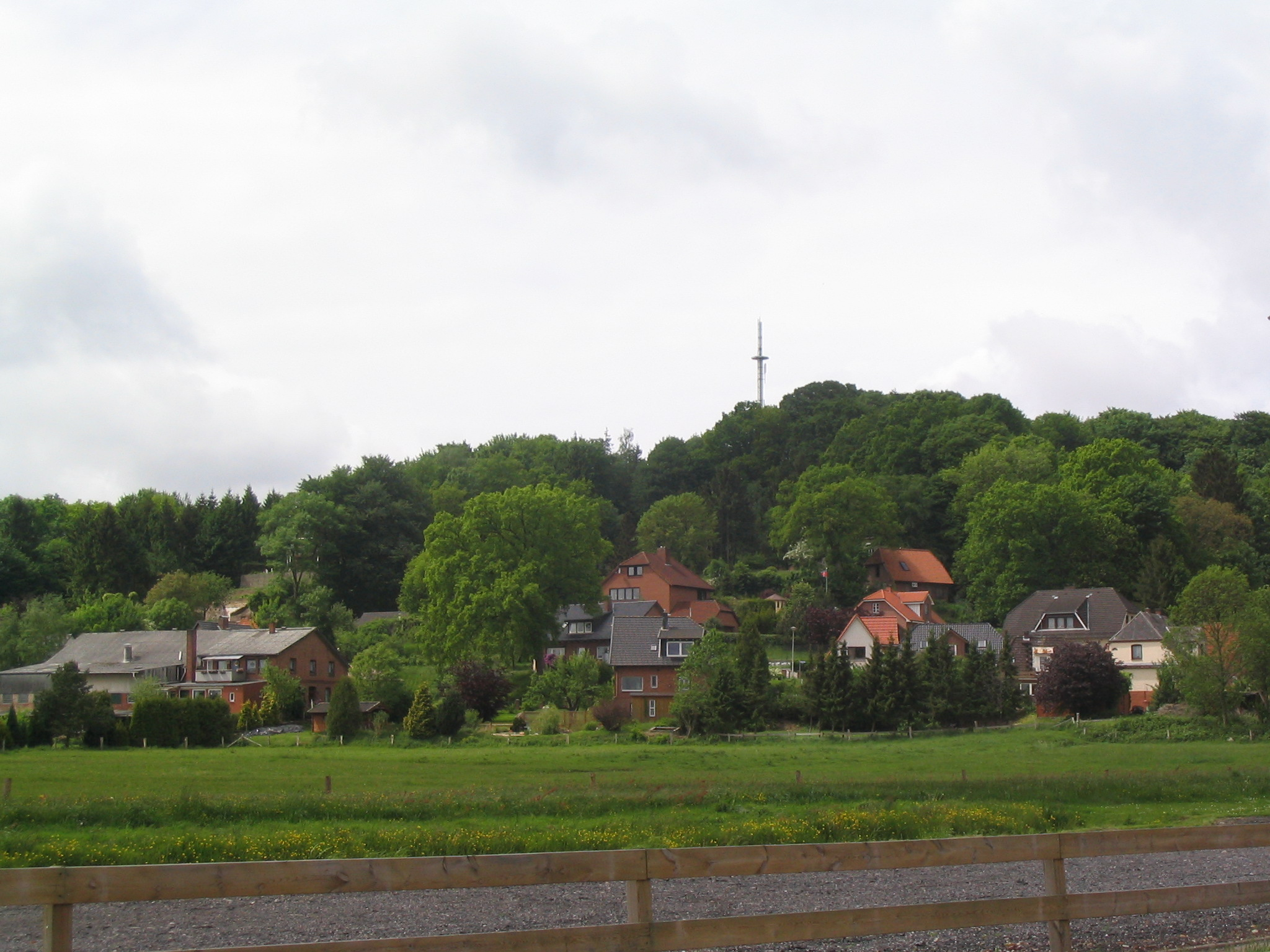
Geest in Burg

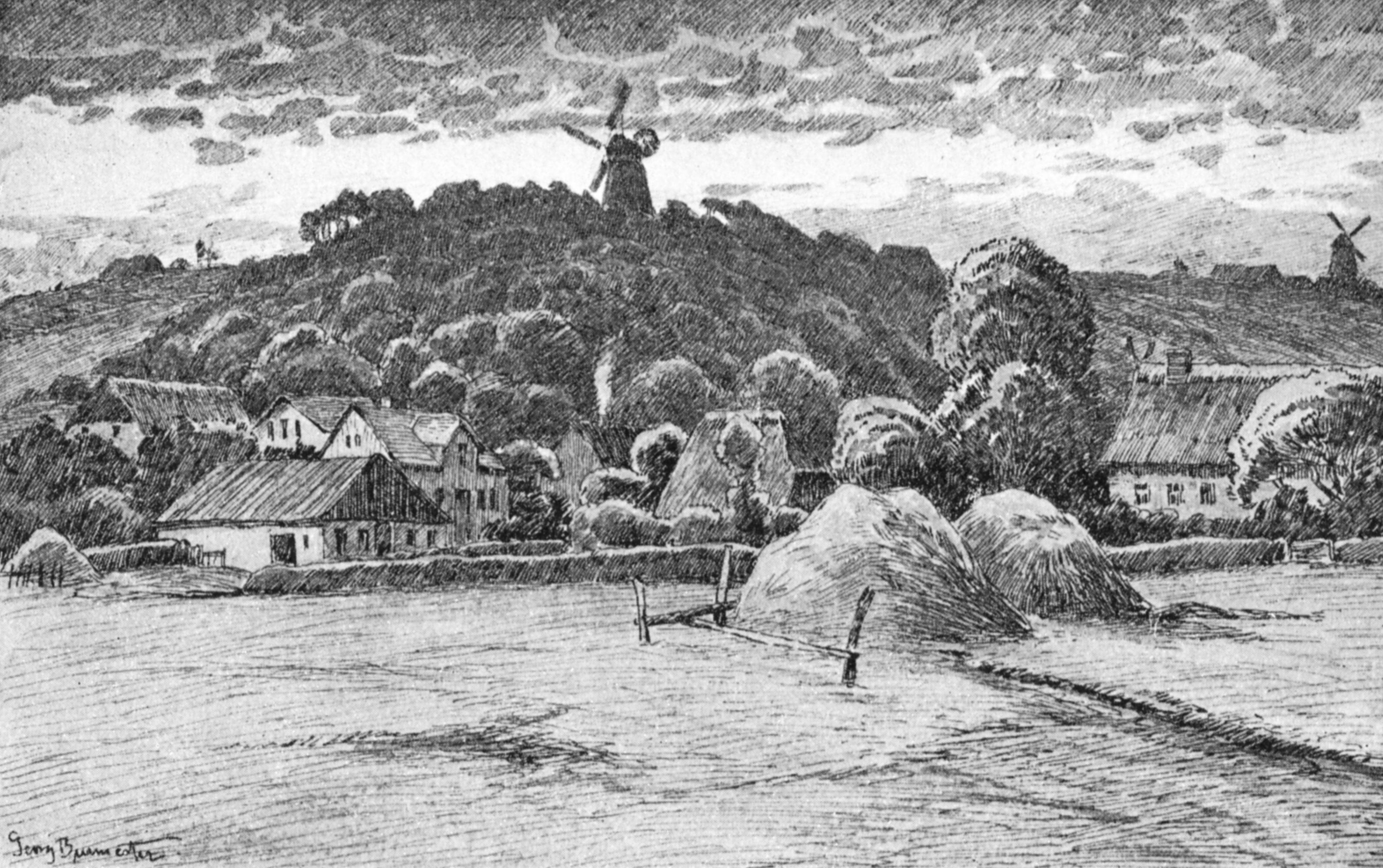
Burg um 1895

### Lage
Burg liegt an der Grenze der Dithmarscher Geest zur Wilstermarsch und wird durch zwei sehr unterschiedliche Naturräume geprägt.
Der Geestteil ist recht hügelig und mit Wald bewachsen. Höchste Erhebung ist der Wulffsboom mit 65 Metern. Unterhalb des bis zu 35 Meter aufragenden Klevhangs, einer ursprünglichen Kliffkante, schließt sich die Wilstermarsch an. Sie ist flach, moorig und waldarm und liegt zum Teil unter dem Meeresspiegel. Durch diesen Naturraum führt auf dem Gemeindegebiet der Nord-Ostsee-Kanal. Nicht zuletzt wegen seiner besonderen Lage auf bewaldeter Geest und in der Marsch wird Burg gern als „Perle der Westküste Schleswig-Holsteins“ bezeichnet.
Der Wald um Burg herum wird teilweise vom Waldmuseum genutzt. Dort finden sich zwei waldgeschichtliche Pflanzungen und ein Steingarten mit Findlingen aus eiszeitlichen Geschieben. An der Straße Am Papenknüll befindet sich eine rekultivierte Heidefläche mit bronzezeitlichen Hügelgräbern. Heide und große Teile des Waldgebietes wurden vom Umweltministerium Schleswig-Holstein 1998 als Naturerlebnisraum anerkannt.

### Nachbargemeinden
Nachbargemeinden sind im Uhrzeigersinn im Norden beginnend die Gemeinden Brickeln und Hochdonn (beide im Kreis Dithmarschen), Gribbohm, Vaale, Bokhorst (Exklave) und Aebtissinwisch (alle im Kreis Steinburg) sowie Buchholz (wiederum im Kreis Dithmarschen).

## Geschichte
Am 1. April 1934 wurde die Kirchspielslandgemeinde Burg aufgelöst. Alle ihre Dorfschaften, Dorfgemeinden und Bauerschaften wurden zu selbständigen Gemeinden/Landgemeinden, so auch ihr Hauptort Burg in Dithmarschen.  Bis 1970 war Burg Teil von Süderdithmarschen Kreis Süderdithmarschen Mit der Verwaltungsreform wurden Süderdithmarschen und Norderdithmarschen unter dem Namen Dithmarschen zusammengelegt und der zuständige Verwaltungsort für den Kreis wechselte von Meldorf nach Heide. 

## Politik

### Gemeindevertretung
Bei der Kommunalwahl am 14. Mai 2023 wurden insgesamt 17 Sitze vergeben. Von diesen erhielt die CDU sechs Sitze, Burg Aktiv fünf Sitze und die Freie Wählergemeinschaft PRO Burg, die FDP und die SPD je zwei Sitze.

### Wappen
Das Wappen und Flagge wurden am 26. August 1952 genehmigt.
Blasonierung: „In Silber auf goldenem, mit zwei blauen Wellenbalken belegtem Dreiberg eine zweitürmige rote Burg mit geschlossenem blauen Tor, darüber zwei ins Kreuz gestellte blaue Schlüssel.“
Die Hauptfigur des Gemeindewappens, die Burg, versteht sich als klassisches „redendes“ Bild für den Ortsnamen. Dieser hält die Erinnerung an die Bökelnburg wach, heute eine der besterhaltenen Burgwälle im Landesteil Holstein. Zusammen mit anderen sächsischen Volksburgen entstand die Bökelnburg am Anfang des 9. Jahrhunderts in einer Zeit der Bedrohung der Sachsen durch Franken, Slawen und Dänen. Der Ansturm der slawischen Abodriten konnte 1033 hier und in Itzehoe zum Stillstand gebracht werden. Bei der Auseinandersetzung der Dithmarscher mit den Stader Grafen wurde der letzte Graf Rudolf II. 1144 angeblich auf der Bökelnburg erschlagen und diese anschließend zerstört. Vielleicht geht die Stiftung der zwischen 1148 und 1168 gebauten Burger Kirche auf den Bruder des Grafen, Erzbischof Hartwig von Bremen, zurück. Sie war dem heiligen Petrus geweiht, worauf die Schlüssel im Wappen hinweisen. Vorlage war ein Kirchspielsiegel von 1409. Der goldene Dreiberg deutet das von Hügeln belebte Gemeindegebiet am Geestrand an. Die Wellenbalken am Fuße des Dreibergs sollen die Burger Au und den Nord-Ostsee-Kanal wiedergeben.
Das Wappen wurde von dem Brunsbütteler Heraldiker Willy „Horsa“ Lippert gestaltet.

### Flagge

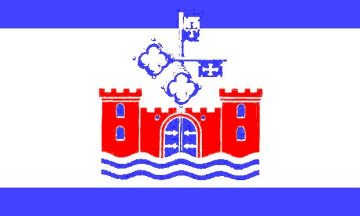
Flagge von Burg

Die Flagge zeigt in der Mitte eines weißen, oben und unten von je einem schmalen blauen Streifen begrenzten Feldes freistehend ohne Schild über 4 weiß-blauen Wellen die rote Burg und die blauen Schlüssel in der Anordnung des Wappens, wobei der Bart des senkrecht stehenden Schlüssels mit seinem oberen Teil in verwechselter Farbe in den oberen blauen Streifen hineinragt.

### Öffentliche Einrichtungen
Die Gemeinde ist der Verwaltungssitz des Amtes Burg-Sankt Michaelisdonn. Außerdem existieren in Burg folgende allgemeinbildenden Schulen:
- Grundschule Burg, Bahnhofstraße (173 Schüler in 8 Klassen)
- Gemeinschaftsschule am Hamberg, Am Sportplatz (406 Schüler in 17 Klassen)

## Kultur und Sehenswürdigkeiten
Burg ist als Luftkurort staatlich anerkannt.
Im Ortszentrum befindet sich der Baumgarten, der Park des Luftkurorts. Neben seltenen Baum- und Pflanzenarten ist in dem Park eine Freilichtbühne vorhanden. Dort werden in der Sommersaison regelmäßig Konzerte und Aufführungen dargeboten. In der nebenan befindlichen Bökelnburghalle werden auch bei schlechtem Wetter Veranstaltungen durchgeführt, insbesondere regionale Messen und Ausstellungen.
Burg besitzt ein beheiztes Waldschwimmbad. Das Freibad hat eine 80 m lange Rutsche, Sprungtürme und Kleinkinderbecken.

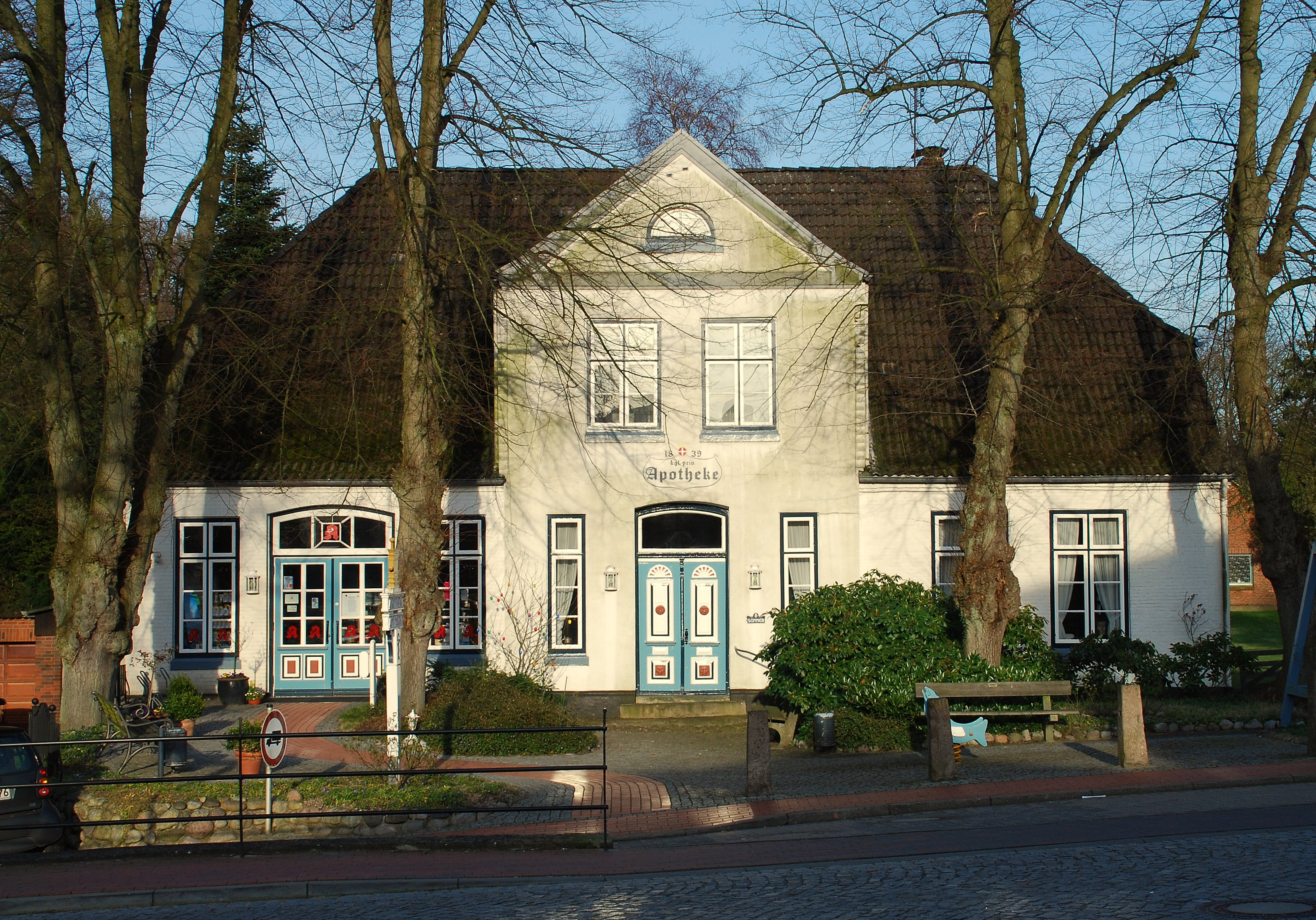
Apotheke am Markt
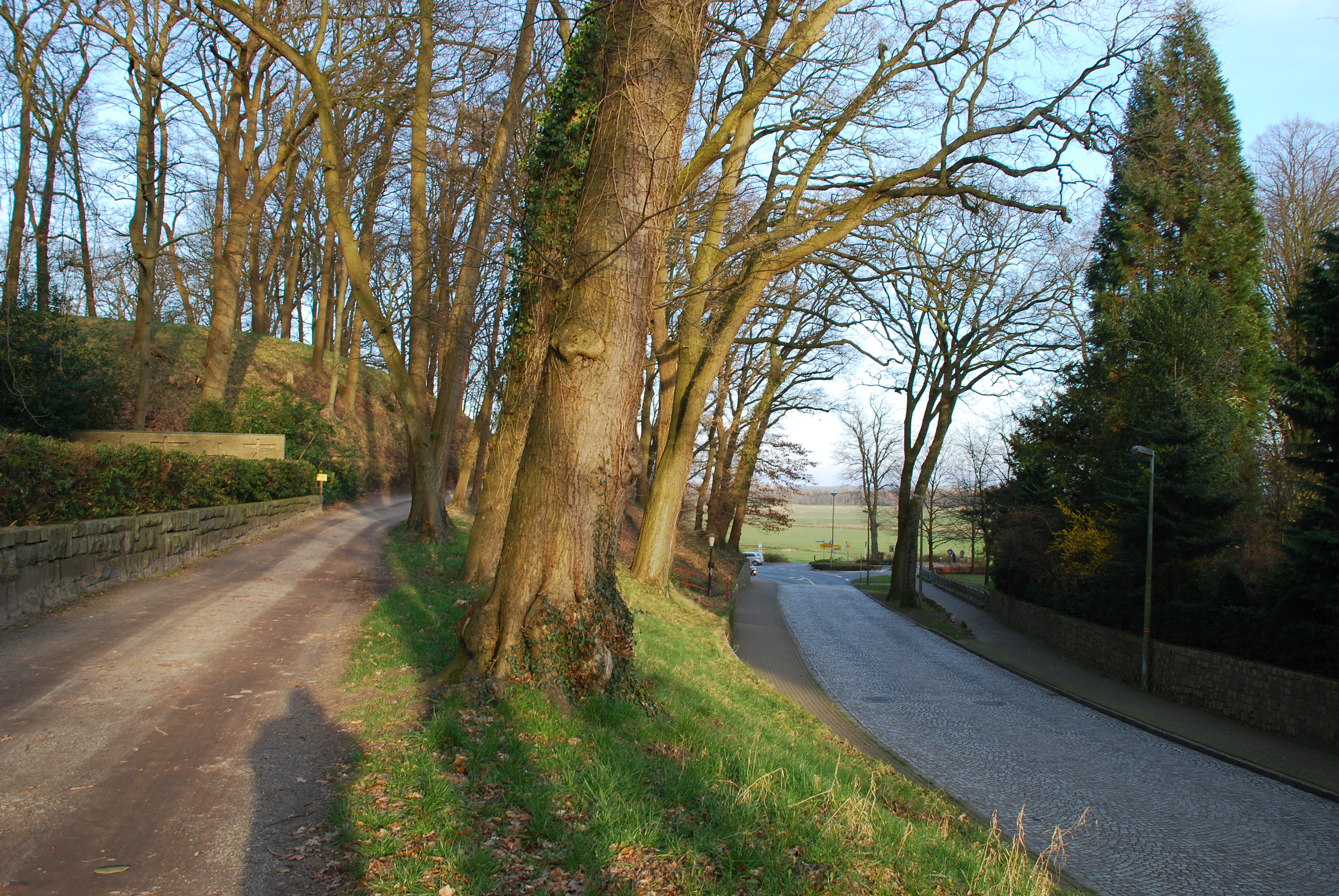
Auffahrt zur Bökelnburg
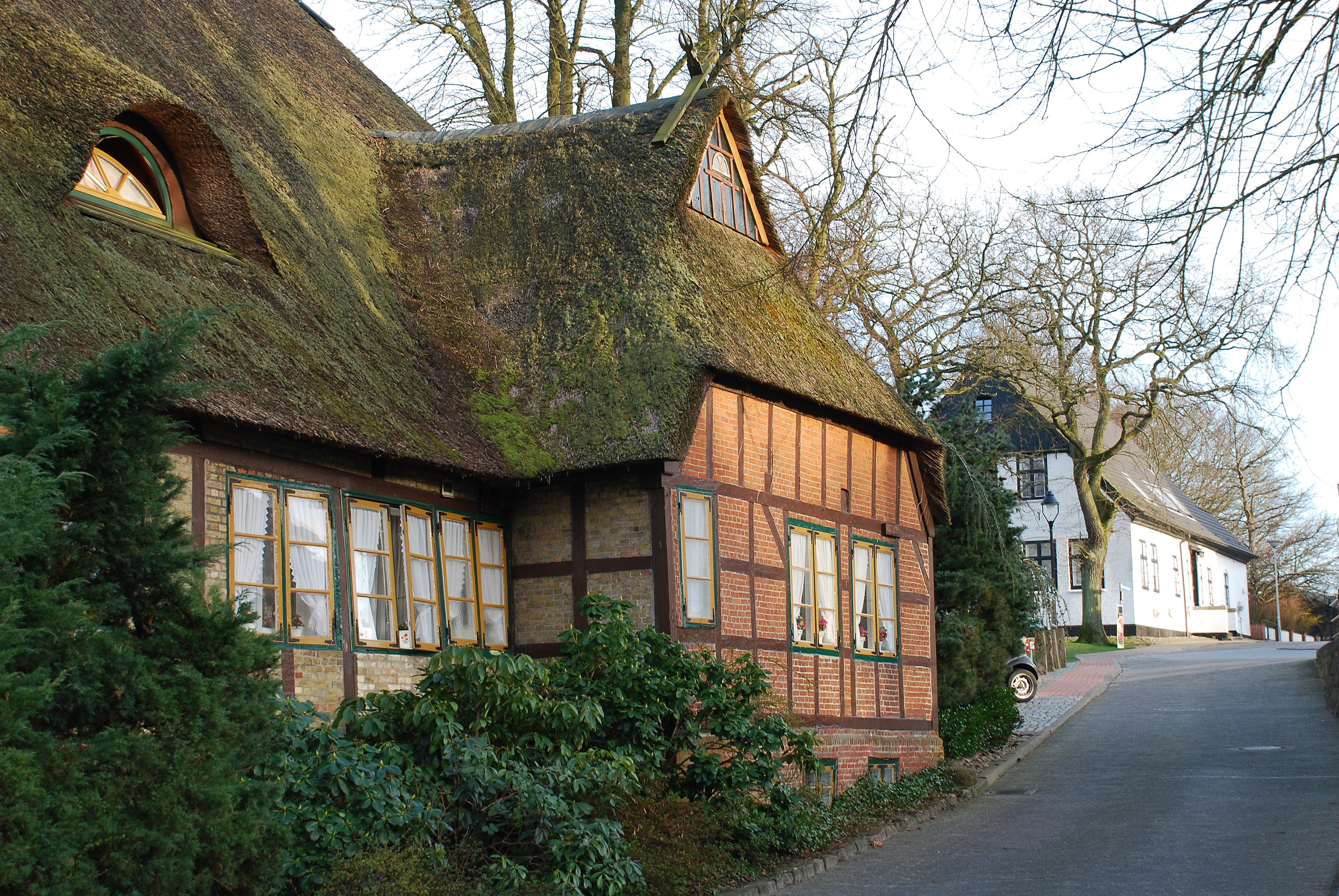
Krenzerstraße
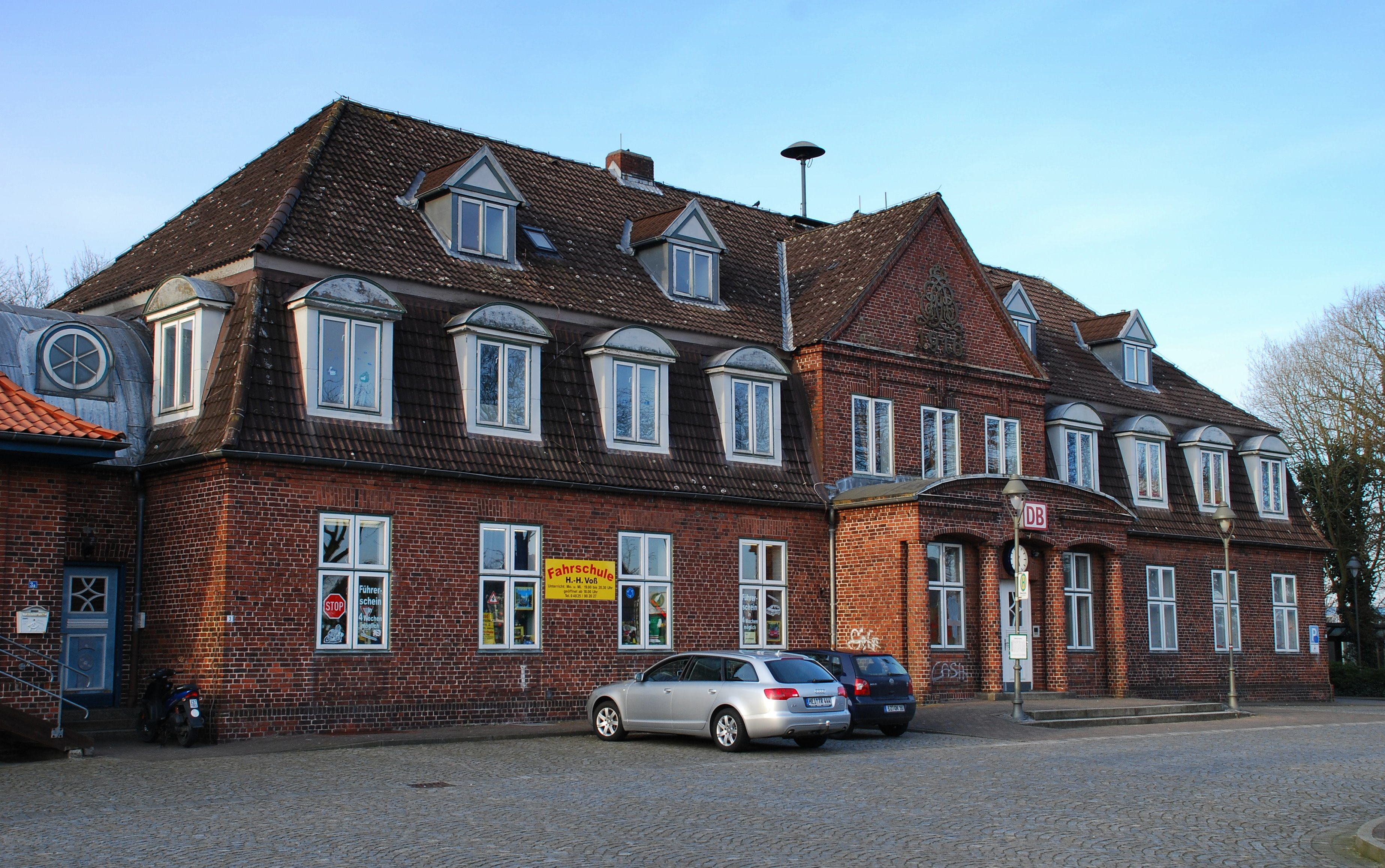
Bahnhof Burg
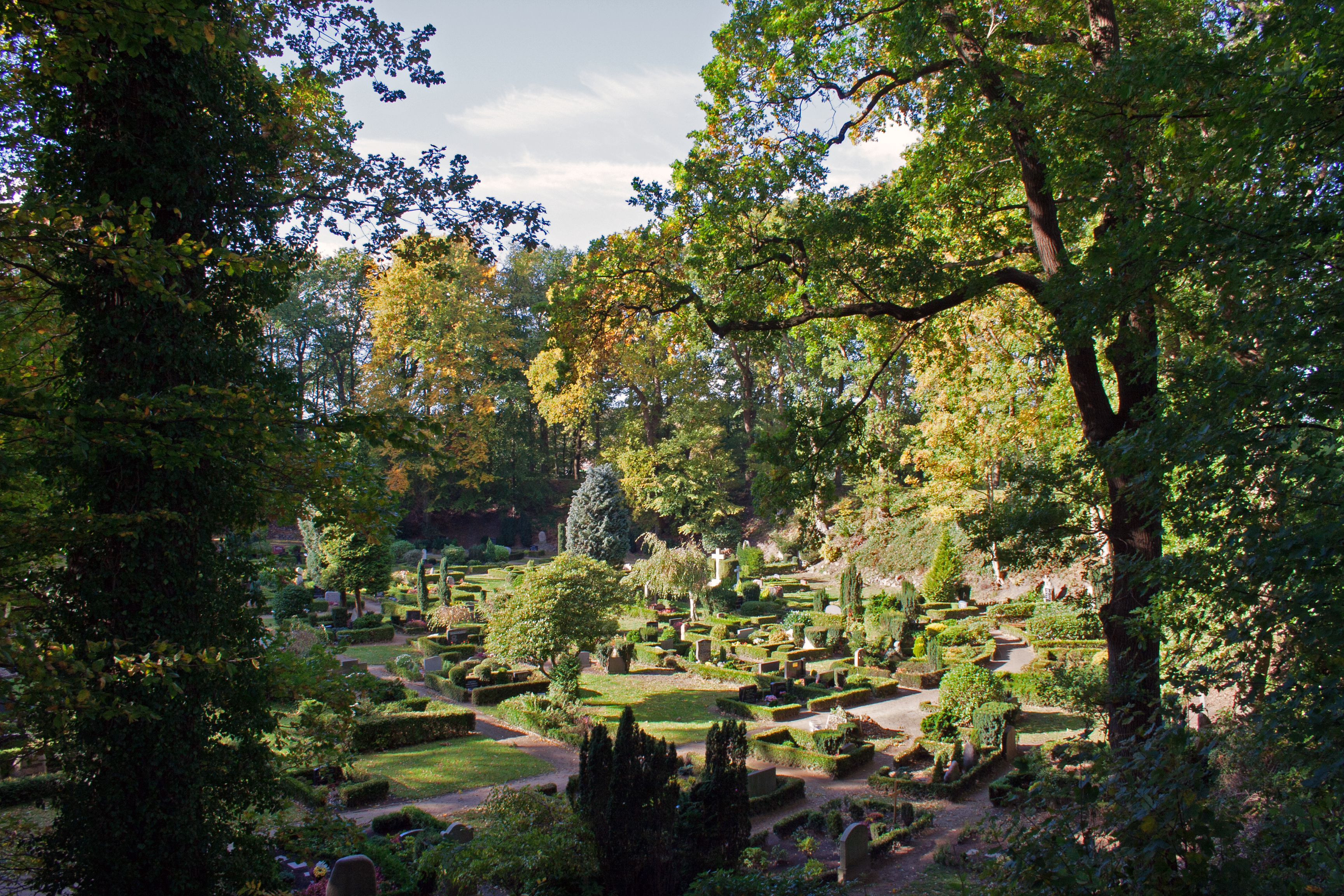
Friedhof in der Bökelnburg
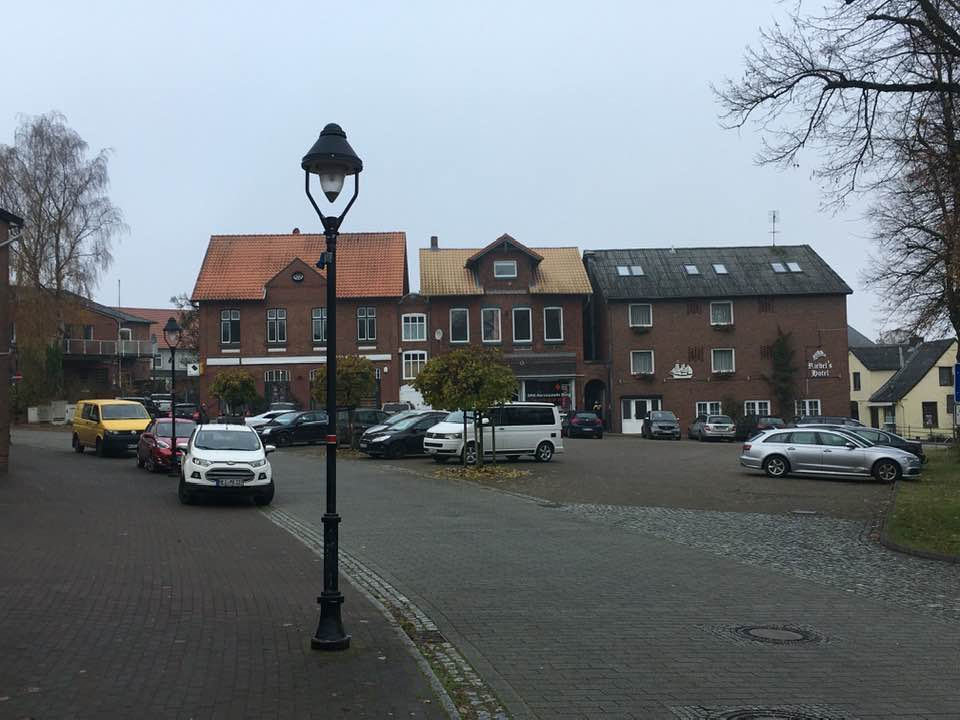
Marktplatz in Burg
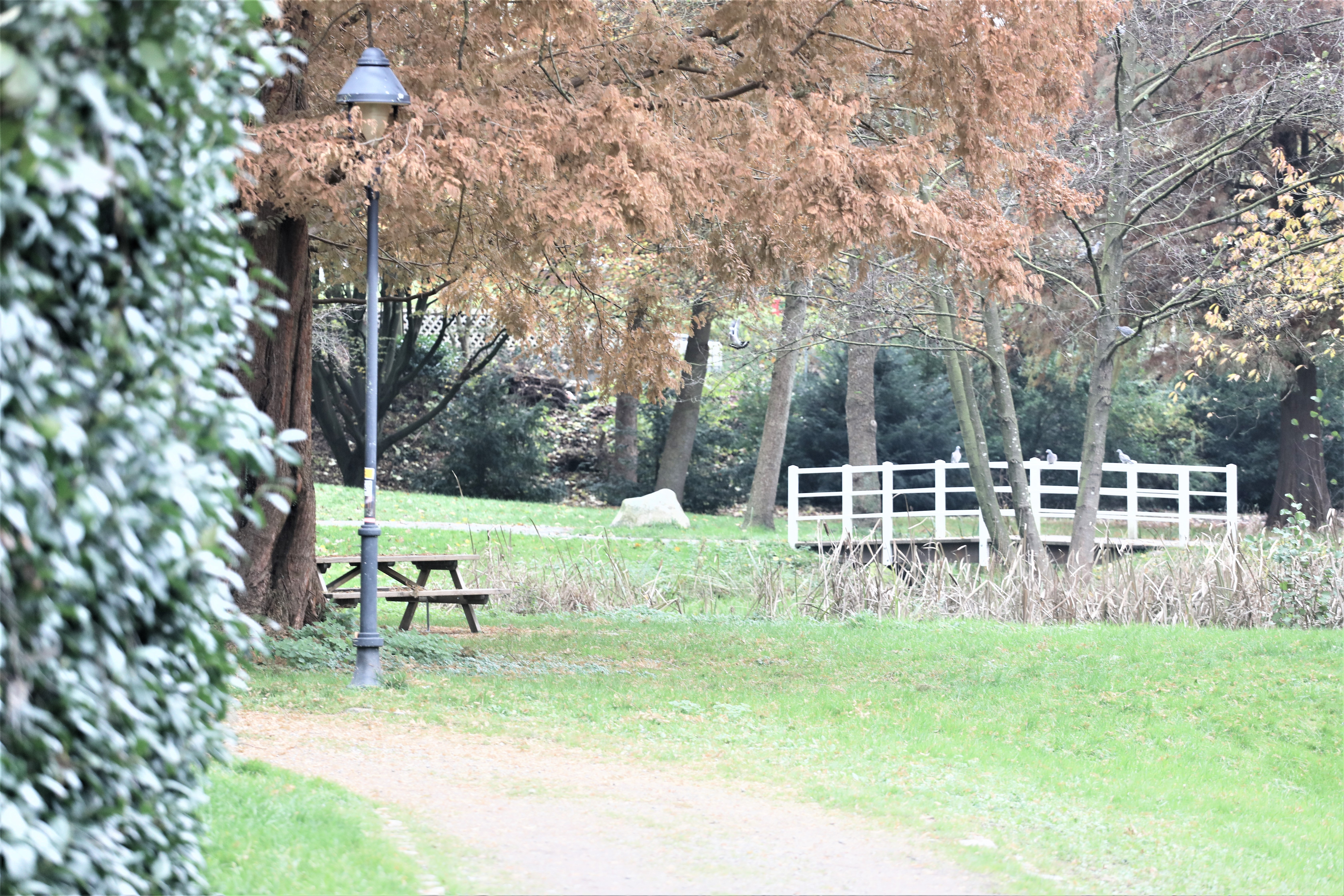
Baumgarten
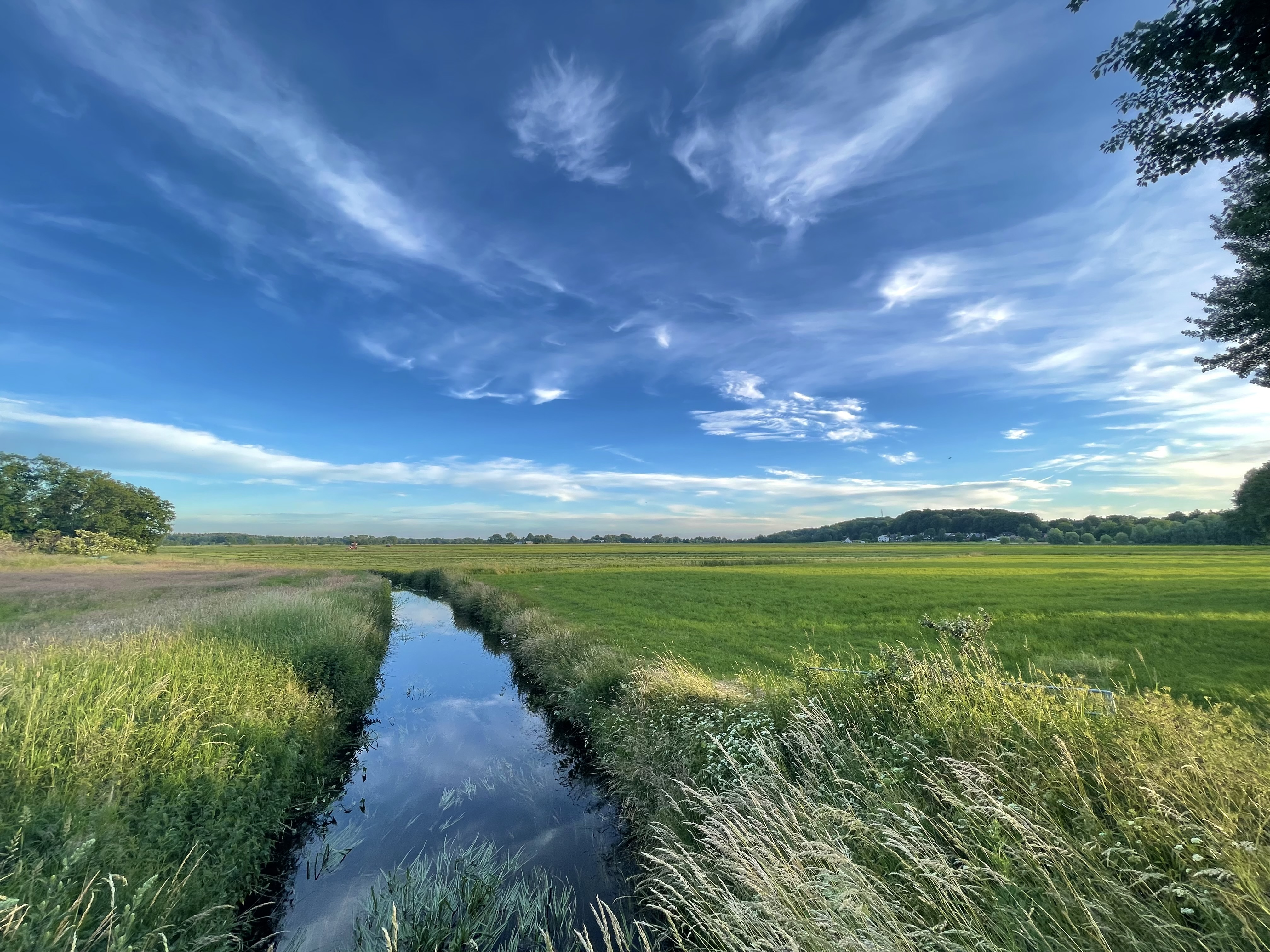
Kattenstieg, Helmschen Bach

### Bökelnburg, Sage und Petrikirche
Der Ort leitet seinen Namen von der Bökelnburg (niederdeutsch: Buchenburg) ab. Diese hat sich wahrscheinlich innerhalb des noch bestehenden Bökelnburgwalls befunden, einem Ringwall aus dem 9. Jahrhundert mit einem Durchmesser von ca. 100 Metern. Er wurde unmittelbar auf dem Geestrand errichtet, von wo er einen weiten Blick über die Wilstermarsch ermöglicht. Die Burganlage diente den Dithmarschern bis ins 11. Jahrhundert zum Schutz gegen Franken, Abodriten und Wikinger. Auf dem Wall ist heute ein Wanderweg angelegt, in seinem Inneren befindet sich seit 1818 ein Friedhof.
Einer Sage nach residierte im 12. Jahrhundert Graf Rudolf II. von Stade auf der Bökelnburg. Er regierte die Dithmarscher mit harter Hand und forderte auch nach mehreren Dürrejahren den Kornzehnten. Den Dithmarscher Bauern sei es – nach Dahlmann – im Jahr 1145 mit Hilfe einer List gelungen sein, sich des ungeliebten Regenten zu entledigen: In Kornsäcken versteckt ließen sich einige Bauern frühmorgens auf einem Wagen in die Burg bringen. Wie vereinbart öffneten sie die Säcke beim Ertönen des Schlachtrufs „Röhret de Hann, snidet de Sacksbann!“ (Rühret die Hände, zerschneidet die Sackbände). Sie setzten die Burg in Brand, töteten den Grafen samt seiner Gattin Walburga und gewannen so ihre Freiheit wieder. Dieses Schauspiel wird im Fünf-Jahres-Rhythmus anlässlich des Holzmarktfestes von örtlichen Laienschauspielern in niederdeutscher Sprache aufgeführt.

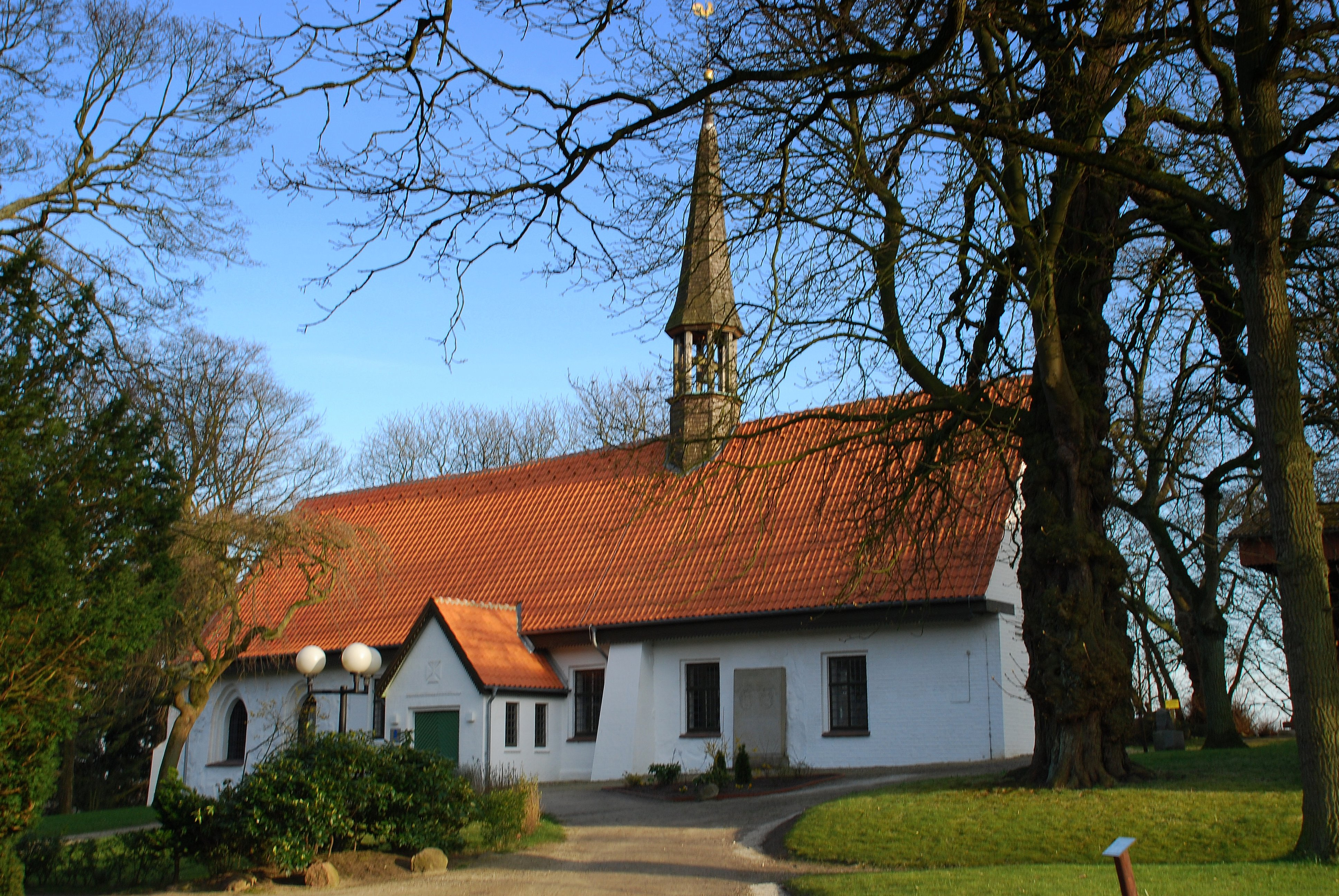
Burger Petrikirche

Tatsächlich nachvollziehbar ist dieses Ereignis nicht, da weder Tathergang noch -ort in einer zeitgenössischen Quelle auftaucht, sondern erst etwa 300 Jahre nach dem Tod des Grafen im Chronicon Holtzatiae des Chronisten Presbyter Bremensis erwähnt wird. In den Stader- und Magdeburger Annalen heißt es lediglich, dass die Tat am 14. März 1144 im tedmarsgoi (Dithmarscher Gau) geschah. Rudolfs Gemahlin hieß auch nicht Walburga, sondern Elisabeth von der Steiermark und kam auch nicht um, sondern heiratete später Herzog Heinrich V. von Kärnten.
Bereits Ende 1144 erklärte sich Heinrich der Löwe zum Erben Rudolfs II. Mit Adolf II. von Holstein besetzte er 1148 das Land und zwang die Dithmarscher zu hohen Tributzahlungen.
Der Legende nach wurde die Burger Petrikirche zur Sühne für den Mord am Regenten um das Jahr 1150 errichtet. Für die östliche Feldsteinmauer seien die Reste des Fundaments der Bökelnburg verwendet worden.
Siehe auch: Liste der Kulturdenkmale in Burg (Dithmarschen)

### Museen

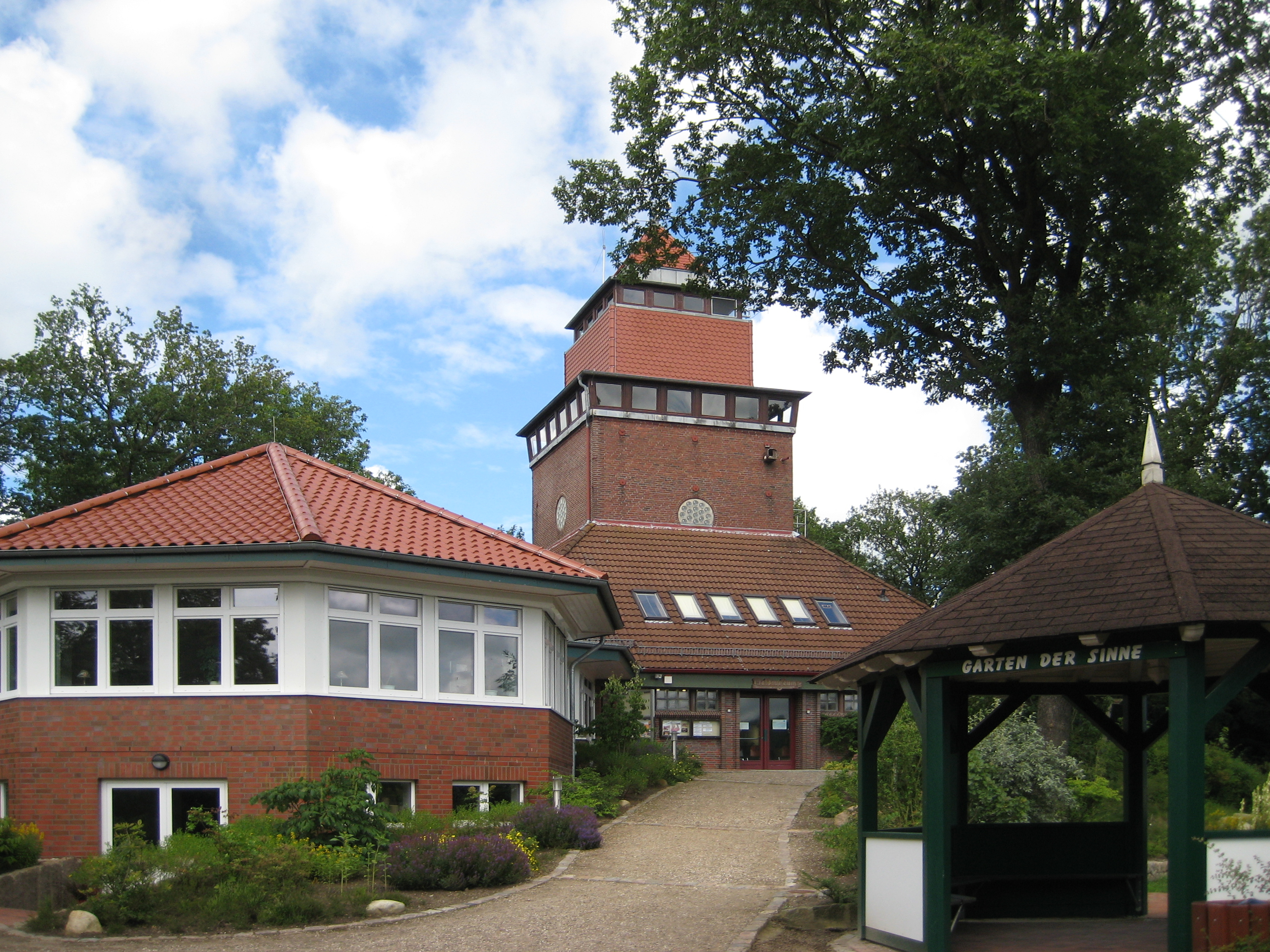
Waldmuseum Burg

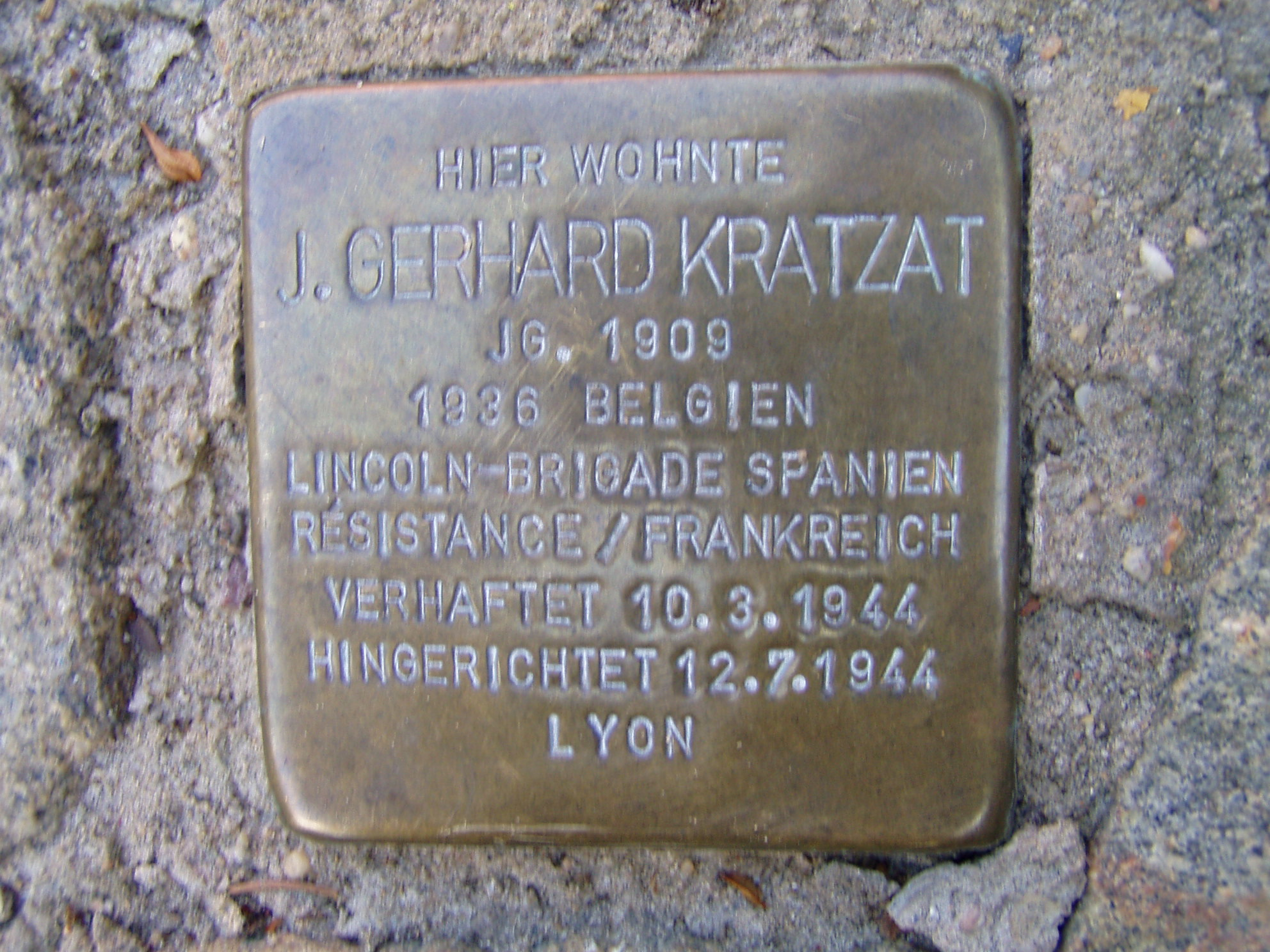
Stolperstein für Gerhard Kratzat in der Gartenstraße in Burg

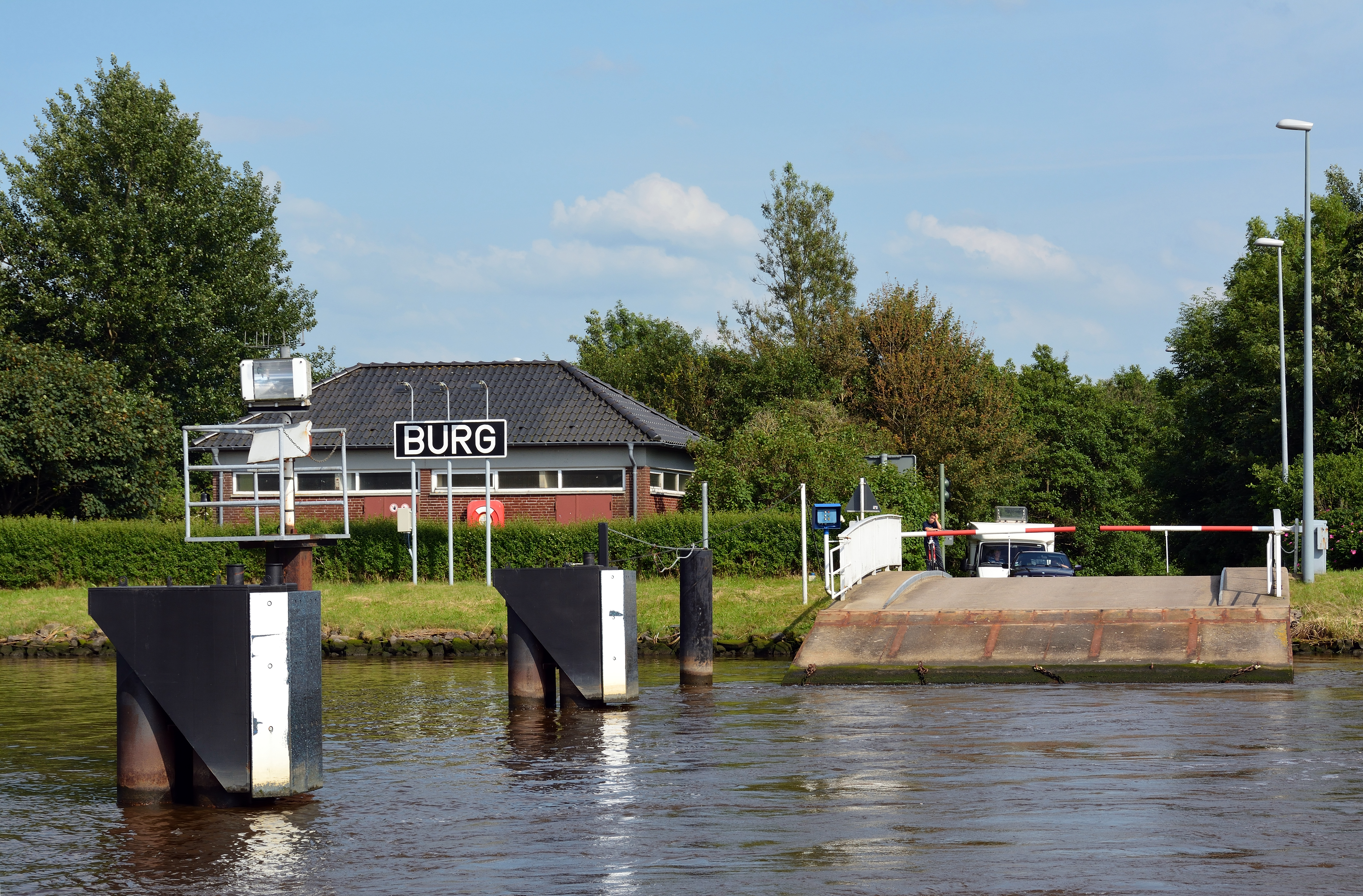
Fähre über den Nord-Ostsee-Kanal

Das Waldmuseum Burg/Dithmarschen ist Teil des Naturerlebnisraumes Burg. Das Museum befindet sich in einem 1914 errichteten 21 Meter hohen Aussichtsturm auf dem Wulffsboom und ist damit einer der höchsten Punkte Dithmarschens. Von dort aus lässt sich die Elbmündung sehen. Das Museum widmet sich vor allem
der heimischen Flora und Fauna.
Das Waldmuseum ging 1968 aus dem Naturkundeunterricht der örtlichen Realschule hervor und ist seit 1979 im Turm untergebracht. Heute ergänzt ein moderner Anbau das Museum.
Seit 2003 hat Burg außerdem ein eigenes Heimatmuseum, das Ditmarsium. Es vermittelt einen Einblick in Handel, Handwerk und Schifffahrt der Gemeinde Burg in den letzten Jahrhunderten und verfügt über das Originalinventar mehrerer solcher Betriebe, u. a. einer ehemals königlich privilegierten Landapotheke und einer Zahnarztpraxis.

### Stolpersteine
In Burg gibt es zwei Stolpersteine zur Erinnerung an Opfer des Nationalsozialismus: für Willi Max Beenke in der Kleinen Schulstr. 7 und für Gerhard Kratzat in der Gartenstr. 15.

## Wirtschaft

### Verkehrsanbindung
Eine kleine, kostenfreie Fährverbindung über den Nord-Ostsee-Kanal verbindet Burg mit dem Kreis Steinburg. Richtung Süden wird es über Wilster mit der Bundesstraße 5 an die Bundesautobahn 23 angebunden, im Norden mit der BAB-Ausfahrt Schafstedt.
Burg verfügt über einen Haltepunkt an der Eisenbahnstrecke von Hamburg-Altona nach Westerland auf Sylt (Marschbahn). Stündlich bestehen Verbindungen der Regionalbahn Schleswig-Holstein nach Itzehoe oder Heide (mit Fernbahnanschluss), in Tagesrandzeiten nach Hamburg und Sylt.
Der Burger Bahnhof wurde im Zuge des Baus der Hochbrücke Hochdonn im Jahr 1920 in Betrieb genommen, das Empfangsgebäude ist denkmalgeschützt.

### Tourismus
Burg liegt an der im Mai 2004 eröffneten Deutschen Fährstraße, außerdem an der Grünen Küstenstraße.

### Feuerwehrwesen
Den Brandschutz stellt seit 2009 eine Pflichtfeuerwehr sicher. Nach einem Massenaustritt von Feuerwehrmitgliedern aus der bis dahin bestehenden Freiwilligen Feuerwehr wurde es notwendig, eine solche einzurichten.

## Persönlichkeiten

### Söhne und Töchter der Gemeinde
- Heinrich Friedrich Schütt (1835–1918), Reichsgerichtsrat
- Detlev Martens (1847–1905), Arzt und Politiker
- Gerhard Kratzat (1909–1944), Widerstandskämpfer gegen den Nationalsozialismus
- Knarf Rellöm (* 1962), Musiker

### Mit Burg verbunden
- Mike Süsser  (* 1971), Koch, wuchs in Burg auf.
- Janina Uhse  (* 1989), Schauspielerin, wuchs in Burg auf.